# Wilgenroosuitbreekkommetje
Het wilgenroosuitbreekkommetje (Pyrenopeziza chamaenerii) is een schimmel uit de familie Ploettnerulaceae. Het komt voor in rietlanden en overvegatatie. Het leeft saprotroof op stengels van basterdwederik (Epilobium) en moerasspirea (Filipendula ulmaria).

## Verspreiding
In Nederland komt het wilgenroosuitbreekkommetje vrij zeldzaam voor.